# Без милост (2001)
Без милост (на английски: No Mercy) е четвъртото годишно pay-per-view събитие от поредицата Без милост, продуцирано от Световната федерация по кеч (WWF). Събитието се провежда на 21 октомври 2001 г. в Сейнт Луис, Мисури.

## Обща информация
Главния мач е мач тройна заплаха без дисквалификация - мач, включващ трима състезатели един срещу друг. Мачът е за Титлата на WWF. Стив Остин защитава титлата срещу Кърт Енгъл и Роб Ван Дам. Остин тушира Ван Дам след Зашеметител, за да запази титлата.

## Резултати
| №                                         | Резултати | Правила                                             | Време |
| ----------------------------------------- | --- | --------------------------------------------------- | ----- |
| 1                                         | Харди бойз (Мат Харди и Джеф Харди) (ш) (с Лита) (WWF) побеждават Урагана и Ланс Сторм (с Айвъри и Могъщата Моли) (Алианс) | Отборен мач за Отборните титли на WCW               | 7:42  |
| 2                                         | Тест (Алианс) поб. Кейн (WWF)                                                                                              | Индивидуален мач                                    | 10:09 |
| 3                                         | Тори Уилсън (WWF) поб. Стейси Киблър (Алианс)                                                                              | Мач по бельо                                        | 3:08  |
| 4                                         | Острието (WWF) поб. Крисчън (ш) (Алианс)                                                                                   | Мач със стълби за Интерконтиненталната титла на WWF | 22:16 |
| 5                                         | Дъдли бойз (Бъба Рей Дъдли и Дивон Дъдли) (ш) (Алианс) поб. Грамадата и Таджири (WWF)                                      | Отборен мач за Отборните титли на WWF               | 9:19  |
| 6                                         | Гробаря (WWF) поб. Букър Ти (Алианс)                                                                                       | Индивидуален мач                                    | 13:12 |
| 7                                         | Крис Джерико (WWF) поб. Скалата (ш) (WWF)                                                                                  | Индивидуален мач за Титлата на WCW                  | 23:44 |
| 8                                         | Ледения Стив Остин (ш) (Алианс) поб. Кърт Енгъл (WWF) и Роб Ван Дам (Алианс)                                               | Мач Тройна заплаха за Титлата на WWF                | 15:15 |
| - (ш) – указва шампиона/шампионите в мача | |                                                     |       |